# Maciej Zacheja
Maciej Zacheja (ur. 26 marca 1992)  – polski judoka.

## Życiorys
Absolwent LXXV Liceum Ogólnokształcącego im. Jana III Sobieskiego w Warszawie.
Zawodnik klubów: UKJ 225 Warszawa (2007-2008), WKS Gwardia Warszawa (od 2009). Brązowy medalista mistrzostw Polski seniorów 2018 w kategorii do 73 kg. Ponadto m.in. dwukrotny brązowy medalista zawodów pucharu Europy seniorów (Lund 2015, Dubrownik 2016). 